# 무궁화로 (홍천군)
무궁화로(Mugunghwa-ro)는 강원특별자치도 홍천군 홍천읍 연봉교차로에서 홍천군 홍천읍 홍천사거리를 잇는 도로이다.

## 주요 경유지
강원특별자치도
- 홍천군 (홍천읍)

## 노선
| 이름         | 접속 노선              | 소재지 | 소재지 | 비고 |
| ------------ | ---------------------- | ------ | ------ | ---- |
| 연봉 교차로  | 국도 제44호선 (설악로) | 홍천군 | 홍천읍 |      |
| 연봉2 교차로 | 장전평로               | 홍천군 | 홍천읍 |      |
| 홍천교       |                        | 홍천군 | 홍천읍 |      |
| 홍천사거리   | 홍천로                 | 홍천군 | 홍천읍 |      |

## 주요 시설 및 건물
- SK에너지 동국주유소 (무궁화로 62/연봉리 232)
- 한국전력공사 홍천지사 (무궁화로 81/연봉리 253-2)